# Cody Ceci
Cody Ceci (Ottawa, Ontario, 21 de diciembre de 1993), apodado Ceece o Lil' CC, es un jugador profesional canadiense de hockey sobre hielo que se desempeña en la posición de defensor derecho en Edmonton Oilers, equipo de la National Hockey League (NHL).

## Carrera
Fue seleccionado en la primera ronda en la NHL Entry Draft de 2012. En 2013 hizo su debut profesional con el equipo Ottawa Senators, en el cual jugó seis temporadas (2013-2019), después pasó a Toronto Maple Leafs (2019-2020), luego a Pittsburgh Penguins (2020-2021), posteriormente a Edmonton Oilers, donde lleva jugando tres temporadas.